# Động đất Iwate 2008
Động đất ven biển phía Bắc Iwate 2008 (岩手県沿岸北部地震 Iwate-ken Engan Hokubu Jishin) là trận động đất xảy ra vào lúc 00:26 (JST), ngày 24 tháng 7 năm 2008. Trận động đất có cường độ 6.8 richter, tâm chấn độ sâu khoảng 115 km. Không có cảnh báo sóng thần cho trận động đất này. Hậu quả trận động đất đã làm 1 người chết, 211 người bị thương.